# اتفاق إعادة شراء
اتفاقية إعادة الشراء، والمعروفة أيضًا باسم اتفاقية «الريبو»، أو اتفاقية البيع وإعادة الشراء، هي شكل من أشكال الاقتراض قصير الأجل خاصة في الأوراق المالية الحكومية. يبيع الوكيل الضمان الأساسي للمستثمرين ويشتريه منهم مرة أخرى بعد فترة وجيزة، في اليوم التالي عادة، بسعر أعلى قليلاً.
يُعد سوق إعادة الشراء أو سوق الريبو مصدر أموال مهم للمؤسسات المالية الكبيرة في القطاع المصرفي غير الإيداعي، والذي نما لمنافسة القطاع المصرفي الإيداعي التقليدي. يُقرض المستثمرون المؤسساتيون الكبار، مثل صناديق الاستثمار في سوق المال، الأموال للمؤسسات المالية مثل البنوك الاستثمارية، مقابل ضمان مثل سندات الخزينة والأوراق المالية المدعومة بالرهن العقاري التي تحتفظ بها المؤسسات المالية المقترضة. تتعامل أسواق الريبو الأمريكية بضمانات تساوي قيمتها 1 تريليون دولار يوميًا.
في الفترة بين عامي 2007 و 2008، كان سوق إعادة الشراء، حيث التمويل لبنوك الاستثمار إما غير متوفر أو متوفر بمعدلات فائدة مرتفعة للغاية، جانبًا رئيسيًا من أزمة الرهن العقاري عالي المخاطر الذي أدى إلى الركود الكبير. خلال شهر سبتمبر من العام 2019، تدخل الاحتياطي الفيدرالي الأمريكي لتوفير الأموال في أسواق الريبو، عندما قفزت أسعار الإقراض بسبب سلسلة من العوامل الفنية التي حدت من عرض الأموال المتاحة في السوق.

## هيكليتها ومصطلحات أخرى
في إعادة الشراء، يوفّر المستثمر أو المقرض النقد للمقترض، على أن يكون القرض مضمونًا، عادة بالسندات. إذا تخلف المقترض عن السداد، يحصل المقرض على الضمان. المستثمرون هم عادة كيانات مالية مثل صناديق الاستثمار في أسواق المال، في حين أن المقترضين هم مؤسسات مالية غير إيداعية مثل مصارف وصناديق الاستثمار. يقوم المستثمر أو المقرض بفرض فائدة تسمى «معدّل الريبو أو سعر إعادة الشراء»، فيقرض مبلغ يساوي «أ» من الدولارات على أن يسترجع مبلغًا أكبر منه يساوي «ب» من نفس العملة. أضف إلى ذلك أن المقرض قد يطلب ضمانة تكون قيمتها أكبر من المبلغ الذي يقرضه. يسمى هذا الفارق «هيركات». هذه المفاهيم موضحة d المخطط وفي قسم المعادلات. عندما يتوقع المستثمرون مخاطر أكبر، قد يفرضون أسعار إعادة شراء أعلى ويطالبون بمزيد من الهيركاتس. قد يشارك طرف ثالث في تسهيل المعاملة، وفي هذه الحالة، يشار إلى المعاملة باسم «الريبو ثلاثي الأطراف».

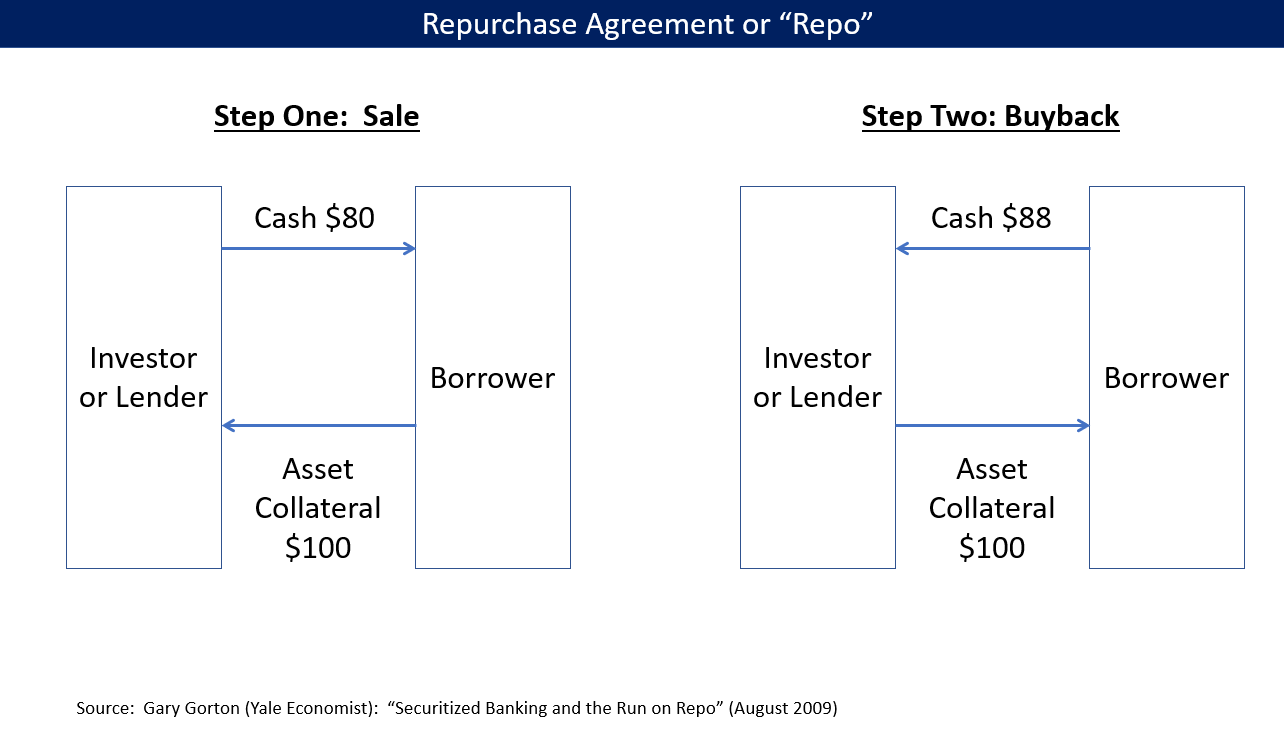
.

في عمليات إعادة الشراء، يتصرف الطرف «ب» كمقرض للنقد، في حين أن البائع «أ» يتصرف كمقترض له، ويقدم مقابله ضمانًا. في الريبو العكسي، يكون (أ) هو المقرض و (ب) المقترض. اقتصاديًا، تشبه عملية إعادة الشراء القرض المضمون، إذ يتلقى المشتري (المقرض أو المستثمر) أوراقًا مالية كضمان ليحمي نفسه من تقصير البائع. الطرف الذي يبيع الأوراق المالية في البداية هو المقترض فعليًا. هناك أنواع كثيرة من المستثمرين المؤسساتيين الذين يشاركون بعمليات الريبو، بما في ذلك صناديق الاستثمار المشتركة والمحافظ الوقائية. قد تستخدم أي ورقة مالية تقريبًا في إعادة الشراء، على الرغم من أن الأوراق المالية عالية السيولة هي المفضلة، إذ إن التخلص منها يكون أسهل عند التخلف عن السداد، والأهم من ذلك هو أن الحصول عليها سهل في السوق المفتوحة.

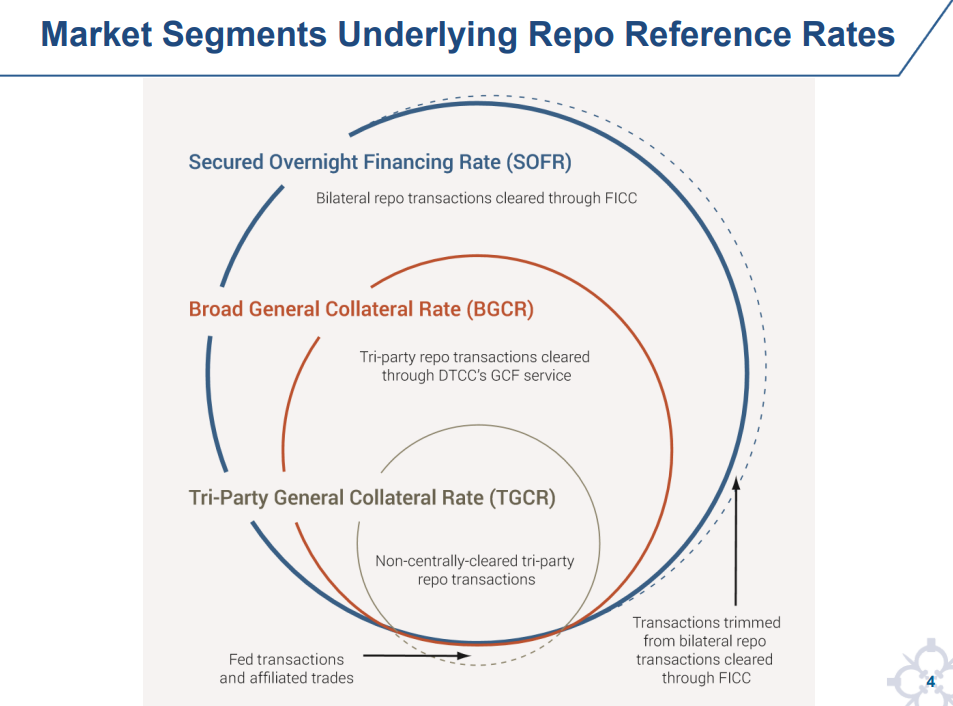
Composition of SOFR Rate

قد تستخدم جميع سندات الخزينة أو الحكومة وسندات الشركات والأسهم «كضمان» في معاملات إعادة الشراء. على عكس القرض المضمون، تنتقل هنا الملكية القانونية للأوراق المالية من البائع إلى المشتري، أما الفائدة المستحقة على الأوراق المالية، وعلى الرغم من أن المشتري في عمليات الريبو هو مالك الأوراق المالية، فتنتقل مباشرة إلى البائع. قد يبدو هذا غير بديهي، لأن الملكية القانونية للضمان تقع على عاتق المشتري أثناء اتفاقية الريبو. قد تنص الاتفاقية بدلاً من ذلك على أن يتلقى المشتري القسيمة (قيمة الفائدة)، مع تعديل المبالغ النقدية المستحقة عند إعادة الشراء للتعويض عن الفواد المدفوعة، وهذا الشكل من الاتفاقيات هو الأكثر شيوعًا في عمليات الريبو.
على الرغم من أن معاملة إعادة الشراء تشبه القروض، وعلى الرغم من أن تأثيرها الاقتصادي يشبه تأثير القروض، إلا أن المصطلحات المطبقة عليها تختلف عن تلك المطبقة على القروض: يقوم البائع بإعادة شراء الأوراق المالية من المشتري في نهاية مدة القرض، لكن العملية كلها تعتبر عملية واحدة من وجهة نظر قانونية، ولا يمكن فصل البيع والشراء عن بعضهما، وذلك لاسباب ضريبية.

## التاريخ
في الولايات المتحدة، استخدمت اتفاقيات إعادة الشراء منذ العام 1917 عندما جعلت الضرائب وقت الحرب أشكال الإقراض القديمة أقل جاذبية. بداية، استخدم مجلس الاحتياطي الفيدرالي عمليات إعادة الشراء لإقراض المصارف الأخرى حصرًا، لكن سرعان ما امتدت هذه الممارسة إلى اللاعبين الآخرين في السوق. توسع استخدام الريبو في عشرينيات القرن الماضي، وتراجع خلال فترة الكساد العظيم والحرب العالمية الثانية، ثم توسع مرة أخرى في الخمسينيات، لينمو بسرعة في سبعينيات وثمانينيات القرن الماضي بسبب تكنولوجيا الحواسيب التي برزت خلال تلك الفترة.
بحسب جاري جورتون الخبير الاقتصادي في جامعة ييل، تطورت عمليات الريبو لتزويد المؤسسات المالية الكبيرة غير الإيداعية بطريقة الإقراض المضمون المشابه للضمان على الودائع الذي توفره الحكومة في الخدمات المصرفية التقليدية، يكون الضمان فيها ضمانةً للمستثمر.
عام 1982، أدى فشل أوراق دريسديل الحكومية إلى خسارة مصرف تشايس منهاتن لمبلغ 285 مليون دولار، وقد أدى ذلك إلى تغيير بكيفية استخدام الفائدة المستحقة في حساب قيمة أوراق الريبو المالية. في العام نفسه، أدى فشل لومبارد وول إلى تغيير في قوانين الإفلاس الفيدرالية المتعلقة بإعادة الشراء. أدى فشل إي إس إم للأوراق الحكومية عام 1985 إلى إغلاق مصرف هوم ستيت سايفينغز في ولاية أوهايو وإلى مسارعة المودعين لسحب أموالهم من البنوك الأخرى المؤمنة بواسطة صندوق ضمان الودائع الخاص في أوهايو. أدى فشل هذه الشركات وغيرها إلى سن قانون الأوراق المالية الحكومية لعام 1986.
في الفترة بين عامي 2007 و 2008، كان سحب الأموال والاستثمارات من سوق الريبو سببًا رئيسيًا لأزمة الرهن العقاري عالي المخاطر التي أدت إلى الركود الكبير.
في يوليو من العام 2011، ظهرت مخاوف بين المصرفيين والصحافة المالية أنه إذا أدت أزمة سقف الديون الأمريكية عام 2011 إلى تخلف عن السداد، فقد يتسبب ذلك باضطراب كبير في سوق إعادة الشراء. كان السبب أن سندات الخزانة هي الضمان الأكثر استخدامًا في سوق الريبو بالولايات المتحدة، ولأن التخلف عن السداد قد يقلل من قيمة سندات الخزانة، يمكن أن يؤدي ذلك إلى اضطرار المقترضين لتقدم المزيد من الضمانات.
خلال شهر سبتمبر من العام 2019، تدخل الاحتياطي الفيدرالي الأمريكي في مستثمرًا لتوفير الأموال في أسواق الريبو، عندما قفزت أسعار الإقراض بسبب سلسلة من العوامل الفنية التي حدت من عرض الأموال المتاحة في السوق.
1. ↑  Matt Phillips (18 سبتمبر 2019). "Wall Street is Buzzing About Repo Rates". نيويورك تايمز. مؤرشف من الأصل في 2019-12-05.
2. ↑  "Treasury Repo Reference Rates". نظام الاحتياطي الفدرالي. مؤرشف من الأصل في 2019-11-08. اطلع عليه بتاريخ 2019-10-26.
3. 1 2  غاري غورتن (أغسطس 2009). "Securitized banking and the run on repo". NBER. مؤرشف من الأصل في 2019-10-26. اطلع عليه بتاريخ 2019-10-26.
4. ↑  "Statement Regarding Monetary Policy Implementation". نظام الاحتياطي الفدرالي. 11 أكتوبر 2019. مؤرشف من الأصل في 2019-12-11.
5. ↑  Kenneth D. Garbade (1 مايو 2006). "The Evolution of Repo Contracting Conventions in the 1980s" (PDF). New York Fed. مؤرشف من الأصل (PDF) في 2010-04-11. اطلع عليه بتاريخ 2010-09-24.
6. ↑  Wall St. Securities Firm Files For Bankruptcy New York Times August 13, 1982  نسخة محفوظة 2 فبراير 2018 على موقع واي باك مشين.
7. ↑  The Evolution of Repo Contracting Conventions in the 1980s FRBNY Economic Policy Review; May 2006  نسخة محفوظة 11 أغسطس 2017 على موقع واي باك مشين.
8. ↑  "The Government Securities Market: In the Wake of ESM Santa Clara Law Review January 1, 1987". مؤرشف من الأصل في 2020-02-08.
9. ↑  Darrell Duffie and Anil K Kashyap (27 يوليو 2011). "US default would spell turmoil for the repo market". فاينانشال تايمز. مؤرشف من الأصل في 2015-11-10. اطلع عليه بتاريخ 2011-07-29.